# 毕天荣
畢天榮（法語：：1838年10月21日—1901年9月9日），是天主教法國籍主教及巴黎外方傳教會會士。曾任中國西藏西藏宗座代牧區宗座代牧（1878年8月27日-1901年9月9日）。

## 生平
1838年10月21日，畢天榮出生在羅訥省里昂區，1862年加入巴黎外方傳教會，1864年1月10日晉升司鐸，同年被派遣前往中國西藏傳教。
由於，當時西藏的藏傳佛教勢力很大。於1865年5月，畢天榮在傳教時遭到當地藏傳佛教喇嘛襲擊，並退到西藏東南鹽井。他在那裡繼續傳教，並在當地建立鹽井聖心聖母堂（俗稱鹽井天主堂）。時至今天，鹽井天主堂是西藏境內唯一保存的天主教堂。
1878年8月27日，畢天榮被被時任教宗良十三世任命為西藏宗座代牧區宗座代牧，同年11月24日祝聖就任。1892年，畢天榮因病返回法國醫治。1897年2月15日，倪德隆出任西藏宗座代牧區輔理主教，代理畢天榮處理宗座代牧區事務。
1901年9月9日，畢天榮在法國羅訥省里昂區去世，享年62歲。倪德隆繼任成為西藏宗座代牧區宗座代牧。